# Elecciones regionales de Pasco de 2022
Las elecciones regionales de Pasco de 2022 se llevaron a cabo el 2 de octubre de 2022 para elegir al gobernador regional, al vicegobernador regional y al Consejo Regional para el periodo 2023-2027. La elección se celebró simultáneamente con elecciones regionales y municipales (provinciales y distritales) en todo el Perú.  La segunda vuelta regional se llevó a cabo el 4 de diciembre de 2022.
Zumel Trujillo Bravo (Pasco Verde) fue el candidato más votado en la primera vuelta, seguido de cerca por Luis Chombo Heredia (Somos Perú);  Rudy Callupe Gora (Podemos Perú), uno de los favoritos de la elección, no llegó a pasar al balotaje por poco más de 1000 votos. En la segunda vuelta, Luis Chombo resultó electo como gobernador regional de Pasco, la primera victoria de Somos Perú en ese departamento. Por otro lado, la participación en la elección fue la más baja de la historia.
Pasco Verde resultó como el partido más votado y con más escaños en el Consejo Regional, además de ser el único con representación de las tres provincias de Pasco, pero no alcanzó la mayoría absoluta. Somos Perú mantuvo los escaños que poseía; Podemos Perú, Pasco Dignidad y el Frente de la Esperanza obtuvieron representación por primera vez.

## Sistema electoral
El Gobierno Regional de Pasco es el órgano administrativo y de gobierno del departamento de Pasco. Está compuesto por el gobernador regional, el vicegobernador regional y el Consejo Regional.
La votación se realiza en base al sufragio universal, que comprende a todos los ciudadanos nacionales mayores de dieciocho años, empadronados y residentes en el departamento de Pasco y en pleno goce de sus derechos políticos.
El gobernador y vicegobernador regional son elegidos por sufragio directo. Para que un candidato sea proclamado ganador debe obtener no menos de 30 % de votos válidos. En caso ningún candidato logre ese porcentaje en la primera vuelta electoral, los dos candidatos más votados participan en una segunda vuelta o balotaje. No hay reelección inmediata de gobernadores regionales.
El Consejo Regional de Pasco está compuesto por 11 consejeros elegidos por sufragio directo para un período de cuatro (4) años. La votación es por lista cerrada y bloqueada. Cada provincia del departamento de Pasco constituye una circunscripción electoral. La votación es por lista cerrada y bloqueada. Se asigna a la lista ganadora los escaños según el método d'Hondt. La distribución y el número de consejeros regionales es la siguiente:
| Circunscripción        | Escaños | Mapa |
| ---------------------- | ------- | ---- |
| Pasco                  | 5       |      |
| Oxapampa               | 4       |      |
| Daniel Alcides Carrión | 2       |      |

## Composición del Consejo Regional de Pasco
La siguiente tabla muestra la composición del Consejo Regional de Pasco antes de las elecciones.
| Partidos | Partidos                 | Consejeros |
| -------- | ------------------------ | ---------- |
|          | Alianza para el Progreso | 4          |
|          | Pasco Verde              | 2          |
|          | Somos Perú               | 2          |
|          | Podemos Perú             | 1          |

## Elecciones internas
Los partidos políticos realizaron la convocatoria a elecciones internas (15–22 de enero de 2022) para definir a los candidatos de sus organizaciones en listas cerradas y bloqueadas. Se sometieron a elección las candidaturas a:
- Gobernador y vicegobernador regional de Pasco (2 candidaturas).
- Consejo Regional de Pasco (11 candidaturas).

Existen dos modalidades para la organización de las elecciones internas:
- Modalidad de elección directa: con voto universal, libre, voluntario, igual, directo y secreto de los afiliados. Fue la modalidad utilizada por Somos Perú[7] y Pasco Dignidad.[8] Las elecciones se realizaron el 15 de mayo de 2022.
- Modalidad de delegados: a través de delegados previamente elegidos mediante voto universal, libre, voluntario, igual, directo y secreto de los afiliados. Fue la modalidad utilizada por Podemos Perú,[9] Pasco Verde,[8] Perú Libre,[10] Pasco Unido,[8] Movimiento Regional Juventud Pasqueña[8] y Frente de la Esperanza.[11] Las elecciones se realizaron el 22 de mayo de 2022.

## Partidos y candidatos
A continuación se muestra una lista de los principales partidos y alianzas electorales que participan en las elecciones:
| Candidatura | Candidatura | Partidos y alianzas                                | Candidatos | Candidatos              | Ideología                                                 | Resultado previo | Resultado previo | Ref.   |
| Candidatura | Candidatura | Partidos y alianzas                                | Candidatos | Candidatos              | Ideología                                                 | Votos (%)        | Con.             | Ref.   |
| ----------- | ----------- | -------------------------------------------------- | ---------- | ----------------------- | --------------------------------------------------------- | ---------------- | ---------------- | ------ |
|             | PP          | Lista - Podemos Perú (PP)                          |            | Rudy Callupe Gora       | Conservadurismo social Populismo Nacionalismo             | 17.89%           | 1                | [ 12 ] |
|             | PV          | Lista - Pasco Verde (PV)                           |            | Zumel Trujillo Bravo    | Regionalismo pasqueño                                     | 14.45%           | 2                | [ 12 ] |
|             | SP          | Lista - Somos Perú (SP)                            |            | Luis Chombo Heredia     | Democracia cristiana Conservadurismo social               | 8.51%            | 2                | [ 12 ] |
|             | PD          | Lista - Pasco Dignidad (PD)                        |            | Cayo Condezo Meza       | Regionalismo pasqueño                                     | 6.59%            | 0                | [ 12 ] |
|             | PL          | Lista - Perú Libre (PL)                            |            | Aleni Mauricio Palpan   | Socialismo del siglo XXI Marxismo-leninismo Mariateguismo | Nuevo            | Nuevo            | [ 12 ] |
|             | JP          | Lista - Movimiento Regional Juventud Pasqueña (JP) |            | Neftalí Muñoz Fernández | Regionalismo pasqueño                                     | Nuevo            | Nuevo            | [ 12 ] |
|             | FE          | Lista - Frente de la Esperanza 2021 (FE)           |            | Lucio Rojas Vitor       | Reformismo                                                | Nuevo            | Nuevo            | [ 12 ] |

## Campaña

### Debates electorales
| Fecha | Organizador | Sede | Moderador/a/es | P Presente S Sustituto A Ausente NI No invitado | P Presente S Sustituto A Ausente NI No invitado                           | P Presente S Sustituto A Ausente NI No invitado                           | P Presente S Sustituto A Ausente NI No invitado | P Presente S Sustituto A Ausente NI No invitado | P Presente S Sustituto A Ausente NI No invitado | P Presente S Sustituto A Ausente NI No invitado | Ref. |           |   |         |         |  |
| ----- | ----------- | ---- | -------------- | ----------------------------------------------- | ------------------------------------------------------------------------- | ------------------------------------------------------------------------- | ----------------------------------------------- | ----------------------------------------------- | ----------------------------------------------- | ----------------------------------------------- | ---- | --------- | - | ------- | ------- |  |
| Fecha | Organizador | Sede | Moderador/a/es | 10 de septiembre                                | Federación de Comunidades Campesinas (Yanahuanca, Daniel Alcides Carrión) | Federación de Comunidades Campesinas (Yanahuanca, Daniel Alcides Carrión) |                                                 | P Callupe                                       | P Trujillo                                      | A                                               | Ref. | P Condezo | A | P Muñoz | P Rojas |  |

## Sondeos de opinión
Las siguientes tablas enumeran las estimaciones de la intención de voto en orden cronológico inverso, mostrando las más recientes primero y utilizando las fechas en las que se realizó el trabajo de campo de la encuesta. Cuando se desconocen las fechas del trabajo de campo, se proporciona la fecha de publicación.
Leyenda:
     Sondeo realizado en el periodo de prohibición legal de la difusión de sondeos de intención de voto.

### Balotaje

#### Intención de voto
La siguiente tabla enumera las estimaciones ponderadas (sin incluir votos en blanco y nulos) de la intención de voto.
|                               |                |     |      |      |     |  |  |
| Elecciones regionales de 2022 | 4 dic 2022     | —   | 54.4 | 45.6 | 8.8 |  |  |
|                               |                |     |      |      |     |  |  |
| GESA                          | 4 dic 2022     | ?   | 54.8 | 45.2 | 9.6 |  |  |
| GESA                          | 14–20 nov 2022 | 350 | 54.7 | 45.3 | 9.4 |  |  |
| Sensor                        | 14–16 oct 2022 | 500 | 51.3 | 48.7 | 2.6 |  |  |

#### Preferencias de voto
La siguiente tabla enumera las preferencias de voto en bruto (incluyendo blancos, viciados y sin respuesta) y no ponderadas.
| Encuestadora/Medio            | Fecha          | Muestra | Luis Chombo | Zumel Trujillo | B/V  | NS/NO | Dif. |  |  |  |
| ----------------------------- | -------------- | ------- | ----------- | -------------- | ---- | ----- | ---- |  |  |  |
| Encuestadora/Medio            | Fecha          | Muestra |             |                |      |       |      |  |  |  |
| Elecciones regionales de 2022 | 4 dic 2022     | —       | 47.0        | 39.3           | 13.7 | –     | 7.7  |  |  |  |
|                               |                |         |             |                |      |       |      |  |  |  |
| GESA                          | 4 dic 2022     | ?       | 51          | 42             | 7    | –     | 9    |  |  |  |
| GESA                          | 14–20 nov 2022 | 350     | 47          | 39             | 14   | –     | 8    |  |  |  |
| Sensor                        | 14–16 oct 2022 | 500     | 43.0        | 40.8           | 9.8  | 6.4   | 2.2  |  |  |  |

### Primera vuelta

#### Intención de voto
La siguiente tabla enumera las estimaciones ponderadas (sin incluir votos en blanco y nulos) de la intención de voto.
|                               |                    |     |      |      |      |      |      |     |     |     |  |  |  |  |  |
| Elecciones regionales de 2022 | 2 oct 2022         | —   | 24.5 | 21.3 | 20.2 | 13.2 | 12.2 | 5.2 | 3.4 | 3.2 |  |  |  |  |  |
|                               |                    |     |      |      |      |      |      |     |     |     |  |  |  |  |  |
| Ipsos Perú/América            | 2 oct 2022         | ?   | 26.9 | 17.0 | 19.0 | 13.5 | 13.1 | –   | –   | 7.9 |  |  |  |  |  |
| Ipsos Perú/América            | 2 oct 2022         | ?   | 24.5 | 17.5 | 17.2 | 15.3 | –    | –   | –   | 7.0 |  |  |  |  |  |
| Opina Perú                    | 19–23 sep 2022     | 200 | 15.9 | 22.7 | 31.8 | 9.1  | –    | –   | –   | 9.1 |  |  |  |  |  |
| J&M Consultora                | 9–13 sep 2022      | 200 | 15.3 | 22.3 | 29.4 | –    | 9.4  | –   | –   | 7.1 |  |  |  |  |  |
| GESA                          | 1–12 sep 2022      | 700 | 22.8 | 14.1 | 27.2 | 21.7 | 5.4  | 7.6 | 1.1 | 4.4 |  |  |  |  |  |
| GESA/Faro Geopolítico         | 23 may–17 jun 2022 | 600 | 23.9 | 9.0  | 26.9 | 19.4 | 11.9 | 3.0 | 1.5 | 3.0 |  |  |  |  |  |

#### Preferencias de voto
La siguiente tabla enumera las preferencias de voto en bruto (incluyendo blancos, viciados y sin respuesta) y no ponderadas.
|                               |                    |     |      |      |      |      |      |     |     |      |    |     |  |  |  |
| Elecciones regionales de 2022 | 2 oct 2022         | —   | 20.2 | 17.6 | 16.7 | 10.9 | 10.1 | 4.3 | 2.8 | 17.4 | —  | 3.1 |  |  |  |
|                               |                    |     |      |      |      |      |      |     |     |      |    |     |  |  |  |
| Opina Perú                    | 19–23 sep 2022     | 200 | 14   | 20   | 28   | 8    | –    | –   | –   | –    | 12 | 8   |  |  |  |
| J&M Consultora                | 9–13 sep 2022      | 200 | 13   | 19   | 25   | –    | 8    | –   | –   | –    | 15 | 6   |  |  |  |
| GESA                          | 1–12 sep 2022      | 700 | 21   | 13   | 25   | 20   | 5    | 7   | 1   | –    | 8  | 4   |  |  |  |
| GESA/Faro Geopolítico         | 23 may–17 jun 2022 | 600 | 16   | 6    | 18   | 13   | 8    | 2   | 1   | –    | 33 | 2   |  |  |  |

## Resultados

### Gobierno Regional de Pasco
| Candidatos           | Candidatos              | Partidos y coaliciones                     | Primera vuelta 2 oct 2022 | Primera vuelta 2 oct 2022 | Balotaje 4 dic 2022 | Balotaje 4 dic 2022 |  |
| Candidatos           | Candidatos              | Partidos y coaliciones                     | Votos                     | %                         | Votos               | %                   |  |
| -------------------- | ----------------------- | ------------------------------------------ | ------------------------- | ------------------------- | ------------------- | ------------------- |  |
|                      | Luis Chombo Heredia     | Somos Perú (SP)                            | 25,782                    | 21.28                     | 59,231              | 54.44               |  |
|                      | Zumel Trujillo Bravo    | Pasco Verde (PV)                           | 29,709                    | 24.53                     | 49,572              | 45.56               |  |
|                      | Rudy Callupe Gora       | Podemos Perú (PP)                          | 24,451                    | 20.19                     |                     |                     |  |
|                      | Cayo Condezo Meza       | Pasco Dignidad (PD)                        | 16,025                    | 13.23                     |                     |                     |  |
|                      | Lucio Rojas Vitor       | Frente de la Esperanza (FE)                | 14,773                    | 12.20                     |                     |                     |  |
|                      | Neftalí Muñoz Fernández | Movimiento Regional Juventud Pasqueña (JP) | 6,276                     | 5.18                      |                     |                     |  |
|                      | Aleni Mauricio Palpan   | Perú Libre (PL)                            | 4,112                     | 3.39                      |                     |                     |  |
|                      |                         |                                            |                           |                           |                     |                     |  |
| Total                | Total                   | Total                                      | 121,128                   |                           | 108,803             |                     |  |
|                      |                         |                                            |                           |                           |                     |                     |  |
| Votos válidos        | Votos válidos           | Votos válidos                              | 121,128                   | 82.48                     | 108,803             | 86.34               |  |
| Votos en blanco      | Votos en blanco         | Votos en blanco                            | 14,825                    | 10.09                     | 1,749               | 1.39                |  |
| Votos nulos          | Votos nulos             | Votos nulos                                | 10,908                    | 7.43                      | 15,468              | 12.27               |  |
| Votos emitidos       | Votos emitidos          | Votos emitidos                             | 146,861                   | 69.75                     | 126,020             | 59.85               |  |
| Abstenciones         | Abstenciones            | Abstenciones                               | 63,695                    | 30.25                     | 84,536              | 40.15               |  |
| Votantes registrados | Votantes registrados    | Votantes registrados                       | 210,556                   |                           | 210,556             |                     |  |
|                      |                         |                                            |                           |                           |                     |                     |  |
| Fuente:              |                         |                                            |                           |                           |                     |                     |  |

### Consejo Regional de Pasco

#### Sumario general
|                        |                                            |              |              |              |         |         |  |
| Partidos y coaliciones | Partidos y coaliciones                     | Voto popular | Voto popular | Voto popular | Escaños | Escaños |  |
| Partidos y coaliciones | Partidos y coaliciones                     | Votos        | %            | ±pp          | Total   | +/−     |  |
|                        | Pasco Verde (PV)                           | 26,350       | 23.72        | +9.18        | 4       | +2      |  |
|                        | Somos Perú (SP)                            | 25,128       | 22.62        | +11.65       | 2       | ±0      |  |
|                        | Podemos Perú (PP)                          | 17,304       | 15.58        | +0.27        | 2       | +1      |  |
|                        | Pasco Dignidad (PD)                        | 16,694       | 15.03        | +5.48        | 2       | +2      |  |
|                        | Frente de la Esperanza (FE)                | 12,602       | 11.34        | Nuevo        | 1       | +1      |  |
|                        | Movimiento Regional Juventud Pasqueña (JP) | 5,777        | 5.20         | Nuevo        | 0       | ±0      |  |
|                        | Perú Libre (PL)                            | 5,095        | 4.59         | Nuevo        | 0       | ±0      |  |
|                        | Pasco Unido (PU)                           | 2,143        | 1.93         | Nuevo        | 0       | ±0      |  |
|                        |                                            |              |              |              |         |         |  |
| Total                  | Total                                      | 111,093      |              |              | 11      | +2      |  |
|                        |                                            |              |              |              |         |         |  |
| Votos válidos          | Votos válidos                              | 111,093      | 75.64        | +0.09        |         |         |  |
| Votos en blanco        | Votos en blanco                            | 25,311       | 17.23        | +1.39        |         |         |  |
| Votos nulos            | Votos nulos                                | 10,457       | 7.12         | –1.49        |         |         |  |
| Votos emitidos         | Votos emitidos                             | 146,861      | 69.75        | –5.10        |         |         |  |
| Abstenciones           | Abstenciones                               | 63,695       | 30.25        | +5.10        |         |         |  |
| Votantes registrados   | Votantes registrados                       | 210,556      |              |              |         |         |  |
|                        |                                            |              |              |              |         |         |  |
| Fuente:                |                                            |              |              |              |         |         |  |

#### Resultados por provincia
| Provincia | PV                     | PV   | SP   | SP   | PP   | PP   | PD   | PD   | FE   | FE   | JP  | JP  | PL  | PL  | PU  | PU |  |
| Provincia | %                      | E    | %    | E    | %    | E    | %    | E    | %    | E    | %   | E   | %   | E   | %   | E  |  |
| --------- | ---------------------- | ---- | ---- | ---- | ---- | ---- | ---- | ---- | ---- | ---- | --- | --- | --- | --- | --- | -- |  |
| Provincia | Daniel Alcides Carrión | 28.7 | 1    | 16.2 | –    | 10.5 | –    | 29.0 | 1    | 11.1 | –   | 3.4 | –   | 1.1 | –   |    |  |
| Oxapampa  | 31.4                   | 2    | 30.4 | 1    | 16.8 | 1    | 10.4 | –    | 4.2  | –    | 1.1 | –   | 5.7 | –   |     |    |  |
| Pasco     | 17.2                   | 1    | 19.2 | 1    | 16.2 | 1    | 14.3 | 1    | 16.2 | 1    | 8.4 | –   | 4.8 | –   | 3.7 | –  |  |
| Total     | 23.7                   | 4    | 22.6 | 2    | 15.6 | 2    | 15.0 | 2    | 11.3 | 1    | 5.2 | –   | 4.6 | –   | 1.9 | –  |  |

### Autoridades electas
| Cargo                                                    | Autoridad electa | Autoridad electa             | Partido político | Partido político       |
| -------------------------------------------------------- | ---------------- | ---------------------------- | ---------------- | ---------------------- |
| Gobernador Regional de Pasco                             |                  | Luis Chombo Heredia          |                  | Somos Perú             |
| Vicegobernadora Regional de Pasco                        |                  | Doris Guillermo Rivera       |                  | Somos Perú             |
| Consejero Regional de Pasco (por Daniel Alcides Carrión) |                  | Yon Bonilla Malpartida       |                  | Pasco Dignidad         |
| Consejero Regional de Pasco (por Daniel Alcides Carrión) |                  | Gerson Grijalva Santos       |                  | Pasco Verde            |
| Consejera Regional de Pasco (por Oxapampa)               |                  | Jessica Ortiz Ñahuinripa     |                  | Pasco Verde            |
| Consejero Regional de Pasco (por Oxapampa)               |                  | Ángel Moscoso Deza           |                  | Pasco Verde            |
| Consejera Regional de Pasco (por Oxapampa)               |                  | Nora Sovero López            |                  | Somos Perú             |
| Consejero Regional de Pasco (por Oxapampa)               |                  | Mery Gutiérrez Quispe        |                  | Podemos Perú           |
| Consejera Regional de Pasco (por Pasco)                  |                  | Hilda Blas Flores            |                  | Somos Perú             |
| Consejero Regional de Pasco (por Pasco)                  |                  | Juan Chávez Mauricio         |                  | Pasco Verde            |
| Consejera Regional de Pasco (por Pasco)                  |                  | Carolina Caqui Calixto       |                  | Podemos Perú           |
| Consejero Regional de Pasco (por Pasco)                  |                  | Roberto Suárez Chuquimantari |                  | Frente de la Esperanza |
| Consejera Regional de Pasco (por Pasco)                  |                  | Bethy Ventura Janampa        |                  | Pasco Dignidad         |